# 에이치피케이
에이치피케이(HPK Inc.)는 대한민국의 기업이다. 본사는 경기도 평택시 진위면 진위2산단로 15-24 (갈곶리)에 위치해 있으며 대표이사는 고정수이다.

## 상장
2024년 주관사를 신한투자증권으로 상장을 신청하였다가 자진철회하였다.

## 같이 보기
- 세아메카닉스

## 참고 문헌
1. ↑  오대석, 반도체 장비업체 HPK 코스닥 상장 도전, 매일경제, 2024-04-10
2. ↑  오대석, 반도체 장비업체 HPK 코스닥 상장 도전,  매일경제, 2024-04-10